# Аврунки
Аврунки (лат. Aurunci) — италийский народ, обитавший на юге Италии на рубеже I тыс. до н. э. Язык аврунков относился к оскской подгруппе италийской группы. Территория аврунков простиралась к югу от земель вольсков, где находится современная коммуна Роккамонфина между реками Лири и Вольтурно.
Древнеримские источники описывают аврунков как отсталый народ, обитавший в защищённых укреплениями деревнях на вершинах холмов. Аврунки были союзниками латинской колонии Помезия, на которую напали римляне в 6 в. до н. э. Уже в 314 г. аврунки были покорены рутулами, а их область поделена между колонистами рутульских колоний. Покорить аврунков римлянам удалось лишь в результате Самнитских войн (313 г. до н. э.).
С аврунками связаны названия Аврункских гор и города Сесса-Аурунка.